# Somatochlora metallica
Espèce
Statut de conservation UICN

 LC  : Préoccupation mineure
La Cordulie métallique ou Chlorocordulie métallique, Somatochlora metallica, est un insecte odonate anisoptère (libellule) de la famille des Corduliidae, du genre Somatochlora.

## Distribution
Eurasiatique : des Pyrénées jusqu'au nord de la Scandinavie et jusqu'à la Sibérie centrale à l'est ; les populations sud-européennes sont plus fragmentées : elles fréquentent les lacs de montagne.

## Description

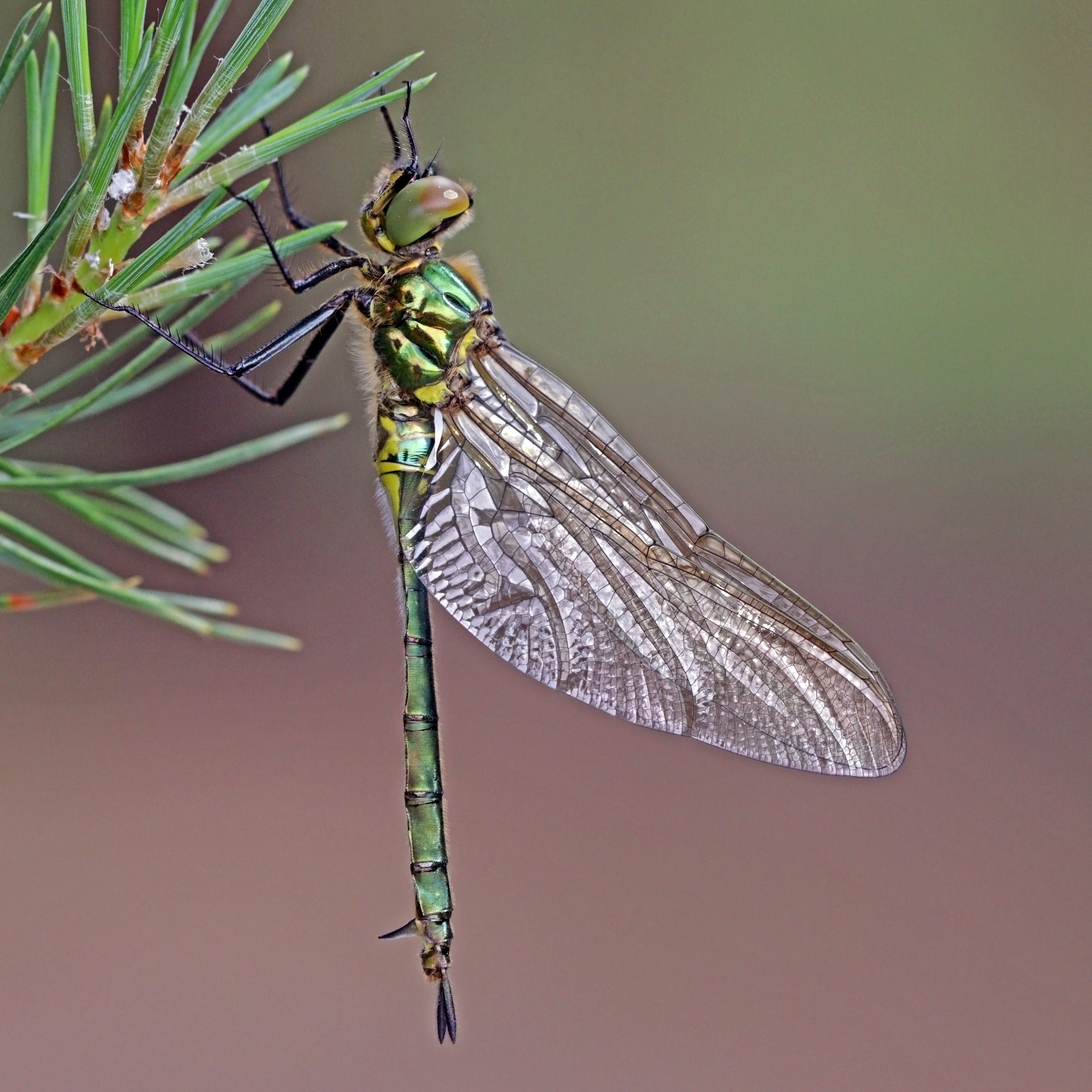
Une Cordulie métallique femelle. Dans la réserve scientifique de Thursley Common dans le Surrey (comté), Angleterre. Juin 2018.

- Longueur du corps : 50 à 55 mm.
- Abdomen du mâle légèrement élargi en massue au niveau des segments S7 et S8 ; dans les deux sexes, présence de taches jaunes à la base, plus petites chez le mâle que chez la femelle.
- Chez celle-ci, présence d'une longue lame vulvaire perpendiculaire au corps.
- Thorax vert brillant recouvert de  poils clairs.
- Yeux verts (comme ceux de Cordulia aenea).
- Paire de taches jaunes sur le front confluentes ou séparées par un espace étroit (contrairement à Cordulia aenea qui est dépourvue de taches frontales).
- Base des ailes jaune (tache plus étendue aux ailes inférieures).

D'après les odonatologues, l'observation de l'animal capturé peut mener à une identification plus sûre vu les variations possibles.

## Habitat
Cette espèce préfère les eaux stagnantes en milieu arboré mais on la trouve aussi aux abords de cours d'eau lents, de canaux, etc.